# Pioneros de la libertad estadounidense
Pioneers of American Freedom: Origin of Liberal and Radical Thought in America, traducido al español como Pioneros de la libertad estadounidense (origen del pensamiento liberal y radical en Estados Unidos) o Las corrientes liberales en los Estados Unidos), es un libro de 1941 escrito en alemán (y luego traducido al inglés) por el anarcosindicalista alemán Rudolf Rocker (exiliado en Estados Unidos) sobre la historia del pensamiento liberal-libertario y anarquista en Estados Unidos.
Rocker, que había estado muy influido por Benjamin Tucker, empezó a trabajar en Pioneros de la libertad estadounidense durante la Segunda Guerra Mundial.
La traducción al idioma inglés fue hecha por el profesor Arthur E. Briggs, quien comenzó a traducir el libro del alemán nativo de Rocker en 1941. Él se hizo cargo del trabajo del anterior traductor al inglés de Rocker, Ray E. Chase, cuando éste murió. La primera traducción al idioma español fue realizada 1944 por Editorial AméricaLee de Argentina.
El libro fue finalmente publicado en inglés en 1949, con la ayuda del Rocker Publishing Committee.

## Contenido

### Liberales
La primera parte del libro consiste en una serie de ensayos sobre el pensamiento liberal estadounidense de Thomas Paine, Thomas Jefferson, Ralph Waldo Emerson, Henry David Thoreau, William Lloyd Garrison, Wendell Phillips, y de Abraham Lincoln. Rocker hace hincapié en la importancia que asignaban estos hombres al individualismo, la libertad, y la subordinación del Estado ante la autonomía de la persona. Esto, argumenta Rocker, es una gran similitud entre el pensamiento liberal y el anarquista.

### Anarquistas
La segunda parte se refiere a los anarquistas originarios de Estados Unidos, esencialmente anarquistas individualistas. Entre los que se abordan en el libro están Josiah Warren, Stephen Pearl Andrews, Lysander Spooner, William Batchelder Greene, Ezra Heywood, y Benjamin Tucker. Rocker sostiene que éste énfasis anarquista en la "libre competencia de las fuerzas individuales y sociales como algo inherente a la naturaleza humana, que si son reprimidas llevará inevitablemente a la destrucción del equilibrio social" los distingue de los socialistas autoritarios. Afirma que el problema en la sociedad moderna no es demasiada competencia, sino la falta de ella como resultado de "las fuerzas destructivas del monopolio". Además, Rocker pretende disipar el mito de que el radicalismo en los Estados Unidos no es más que una importación extranjera, que apunta al hecho de que la mayoría de los pensadores que abarca el libro son, sin duda, de Estados Unidos y nacidos y descendientes de los estados de Nueva Inglaterra. De hecho, argumenta, que se activan "antes que los movimientos radicales modernos sean incluso pensados en Europa" y que estaban más influidos por la Declaración de Independencia de los Estados Unidos antes que por cualquier pensador europeo.

## Comentarios
Roger Nash Baldwin dice de Pioneros de la libertad estadounidense: «Estados Unidos no ha sido capaz de escribir este tipo de análisis sobre nuestros herejes e idealistas».
La revista Mississippi Valley Historical Review dijo que los ensayos no hacen ninguna contribución nueva y consideró que el debate sobre Lincoln era inferior. La revista, sin embargo, da crédito a Rocker «que reúne en una discusión ordenada de todos el material estadounidense importante sobre el anarquismo filosófico antes de la Primera Guerra Mundial».
El Diario de Economía Política da crédito al escrito de Rocker como uno de los primeros tratamientos de la historia radical estadounidense, y consideraba que era un «suplemento bienvenido» al libro Radicalismo estadounidense nativo de Eunice M. Schuster.